# 三沢孝
三沢 孝（みさわ たかし、1949年 - 2018年）は、日本の労働官僚、弁護士。内閣法制局参事官、内閣内政審議室内閣審議官、厚生労働省職業安定局次長、中央労働委員会事務局長等を歴任した。

## 人物・経歴
秋田県生まれ。1973年東京大学法学部卒業、労働省入省。労働省労働基準局補償課労災保険審理室長を経て、1991年内閣法制局参事官（第三部）。1996年労働大臣官房政策調査部総合政策課長。1997年労働省労政局労働法規課長。
1998年労働省愛知労働基準局長。2000年労働省愛知労働局長。同年労働大臣官房審議官（職業安定局担当）、内閣審議官（内閣官房内閣内政審議室）。2001年厚生労働省大臣官房審議官。
2002年厚生労働省職業安定局次長。2004年中央労働委員会事務局長。退官後、弁護士に転じ、第一東京弁護士会労働法制委員会委員や、
公益財団法人労働問題リサーチセンター21世紀労働法研究会部会メンバーを務めていたが、2018年死去、叙正四位。